# Vilhenabates simplex
Vilhenabates simplex är en kvalsterart som beskrevs av Balogh 1970. Vilhenabates simplex ingår i släktet Vilhenabates och familjen Protoribatidae. Inga underarter finns listade i Catalogue of Life.